# León (general)
León (en griego antiguo: Λέων, Léon; mitad del siglo V a. C. – ...) fue un almirante ateniense.

## Biografía

### Campaña contra los jonios rebeldes
Se habla por primera vez de León en el 412 a. C., cuando llevó un contingente de 10 barcos a Jonia, ya que Quíos y Mileto se habían rebelado contra la Liga de Delos y los habitantes de Quíos estaban intentando sublevar también Lesbos. León se unió a un contingente de 16 barcos mandado por Diomedonte, llegado poco antes, y se dirigió con él hacia Lesbos. Primero recuperaron Mitilene, derrotando a la flotilla de Quíos en el puerto, para así poder recuperar toda la isla. Luego tomó Clazómenas  y utilizando Lesbos como base, lograron tomar Quíos.

### Ascenso y caída de la oligarquía
León reapareció el invierno siguiente cuando, por recomendación de Pisandro (que estaba conspirando con sus amigos para la restauración de Alcibíades), fue puesto al mando de la flota de Samos junto con Diomedonte, sustituyendo a Frínico y Escirónides. Después de luchar contra Rodas, que se había rebelado, se piensa que Diomedonte y León permanecieron en Rodas. Para algunos la razón, sin embargo, después del golpe de Estado oligárquico de Pisandro, ambos se pusieron en contacto con Trasíbulo y Trasilo y actuando según sus instrucciones, fueron capaces de frustrar las conspiraciones de los oligarcas samios, reclamando entonces a Alcibíades para restaurar la democracia.
En años posteriores, incluso aunque Diomedonte y León no son mencionados, es muy probable que siguieran activos bajo el mando de Alcibíades, al mando del centro de las tropas en la batalla de Cinosema y tomando parte también en las sucesivas batallas.

### Nombramiento como general y desaparición
En el 407 a. C., sin embargo, Alcibíades se exilió tras la derrota sufrida en la batalla de Notio; en su lugar fueron nombrados diez comandantes, entre los que estaba León. Estos, al igual que Erasínides y Conón, fueron atrapados en la batalla de Mitilene (406 a. C.) por el espartano Calicrátidas.
Jenofonte, sin embargo, en dos pasajes cambia el nombre de León por el de Lisias, y Diodoro Sículo cita siempre a Lisias, no nombra a León. Según una teoría más realista, León fue originalmente elegido entre los diez, pero cayó en manos de Calicrátidas en uno de los intentos de Conón de evadirse de Mitilene y luego fue reemplazado por Lisias. El hecho es que, después de ser bloqueado en Mitilene, León no vuelve a ser mencionado más por ningún historiador antiguos.